# Baojun

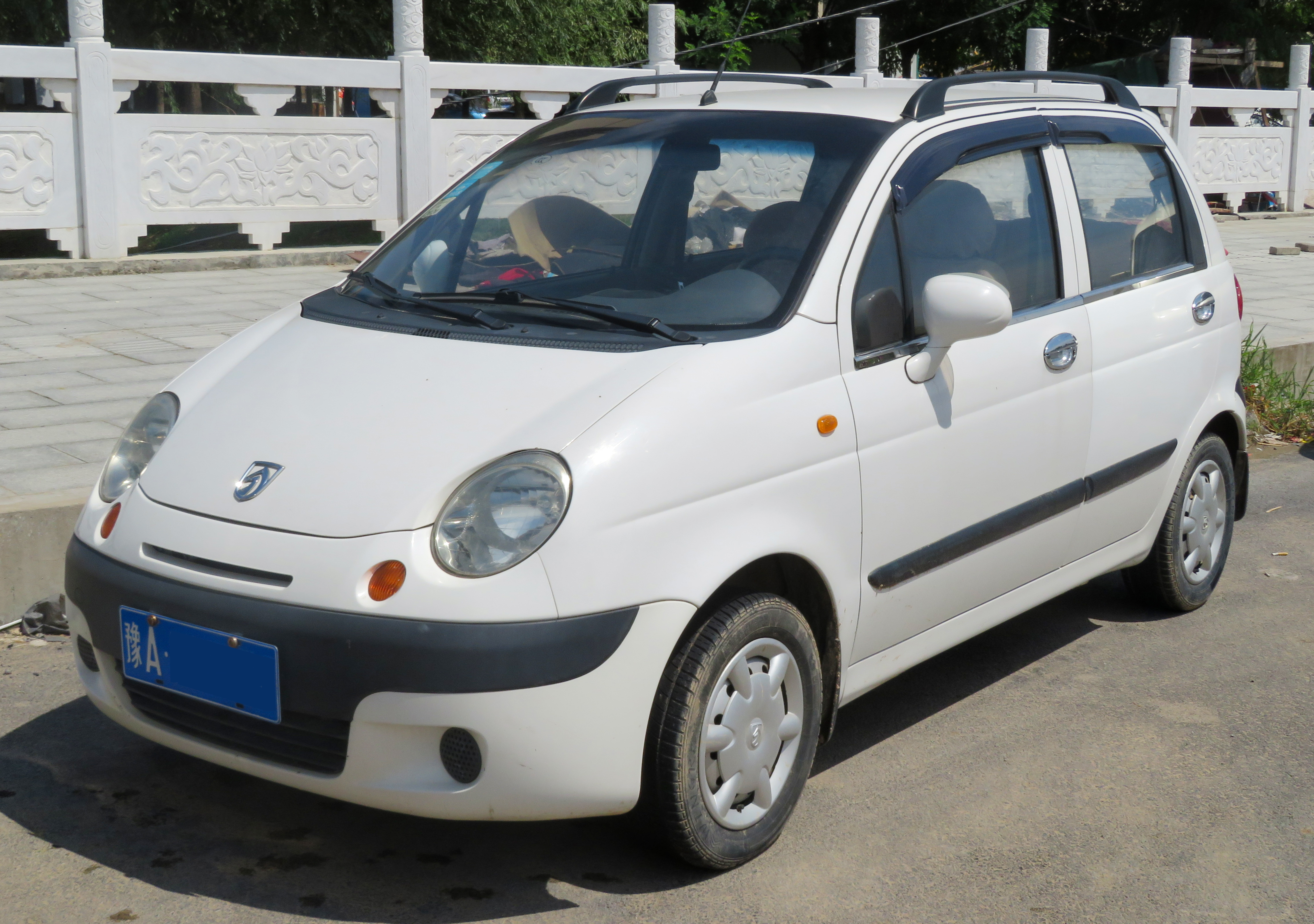
Baojun Lechi

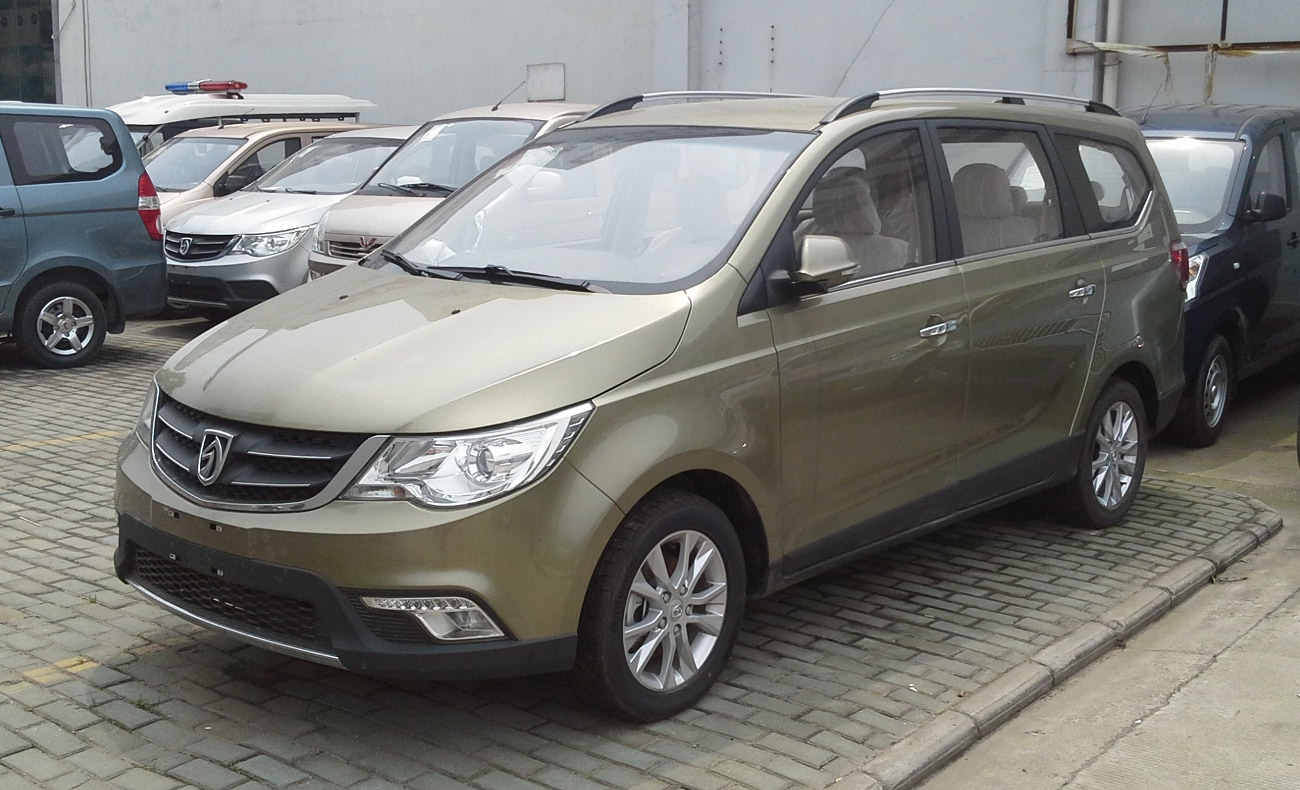
Baojun 730

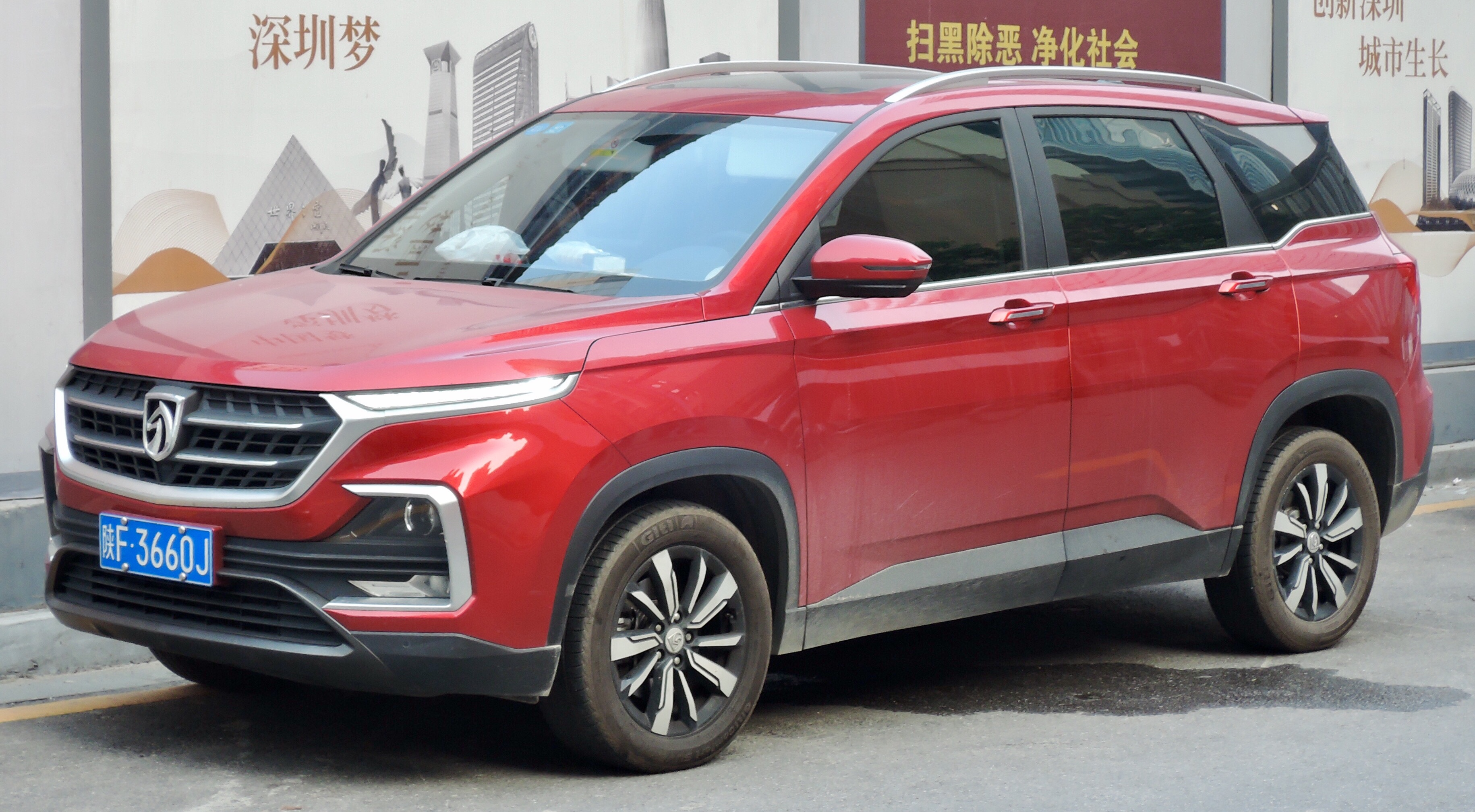
Baojun 530

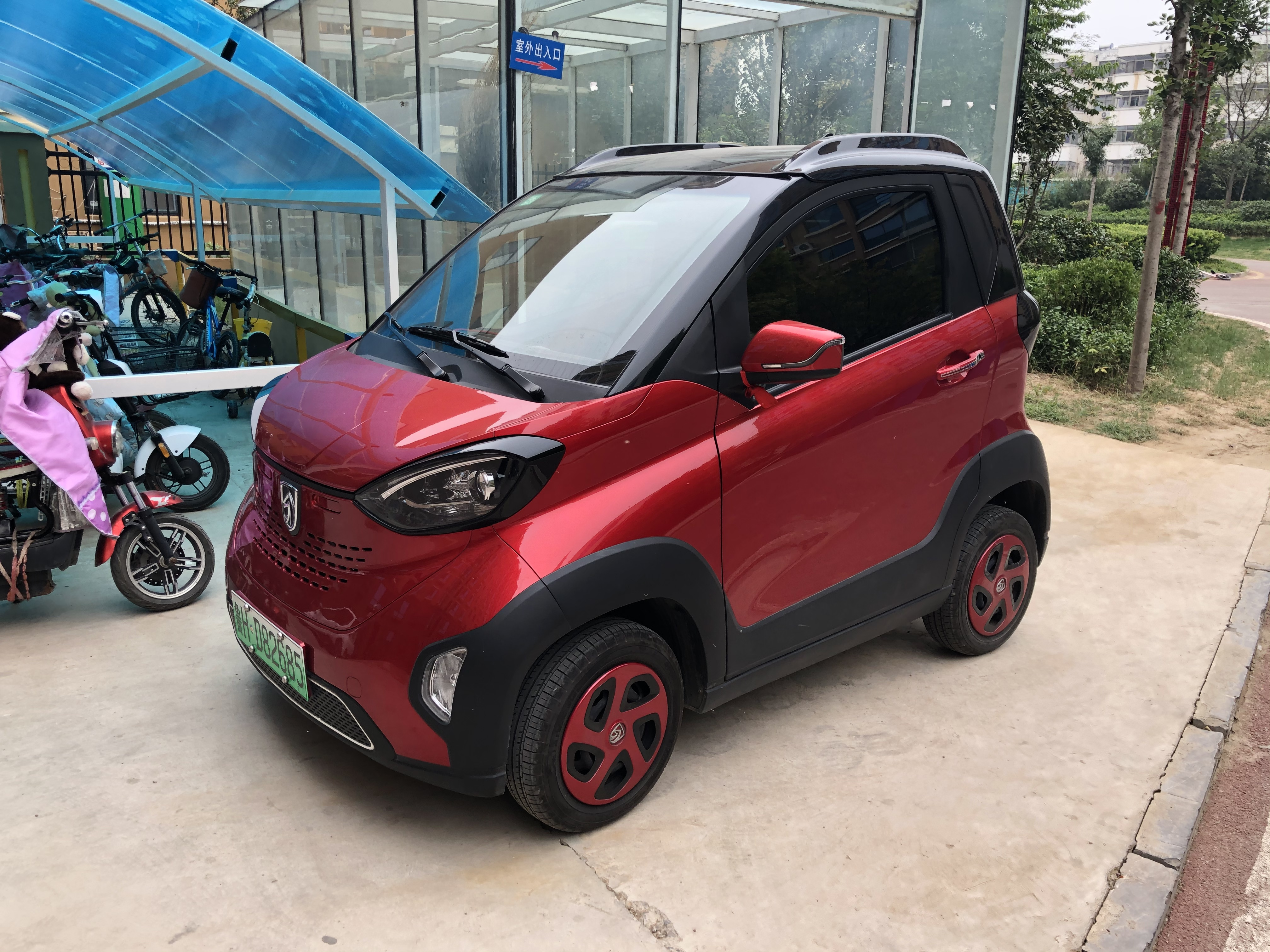
Baojun E100

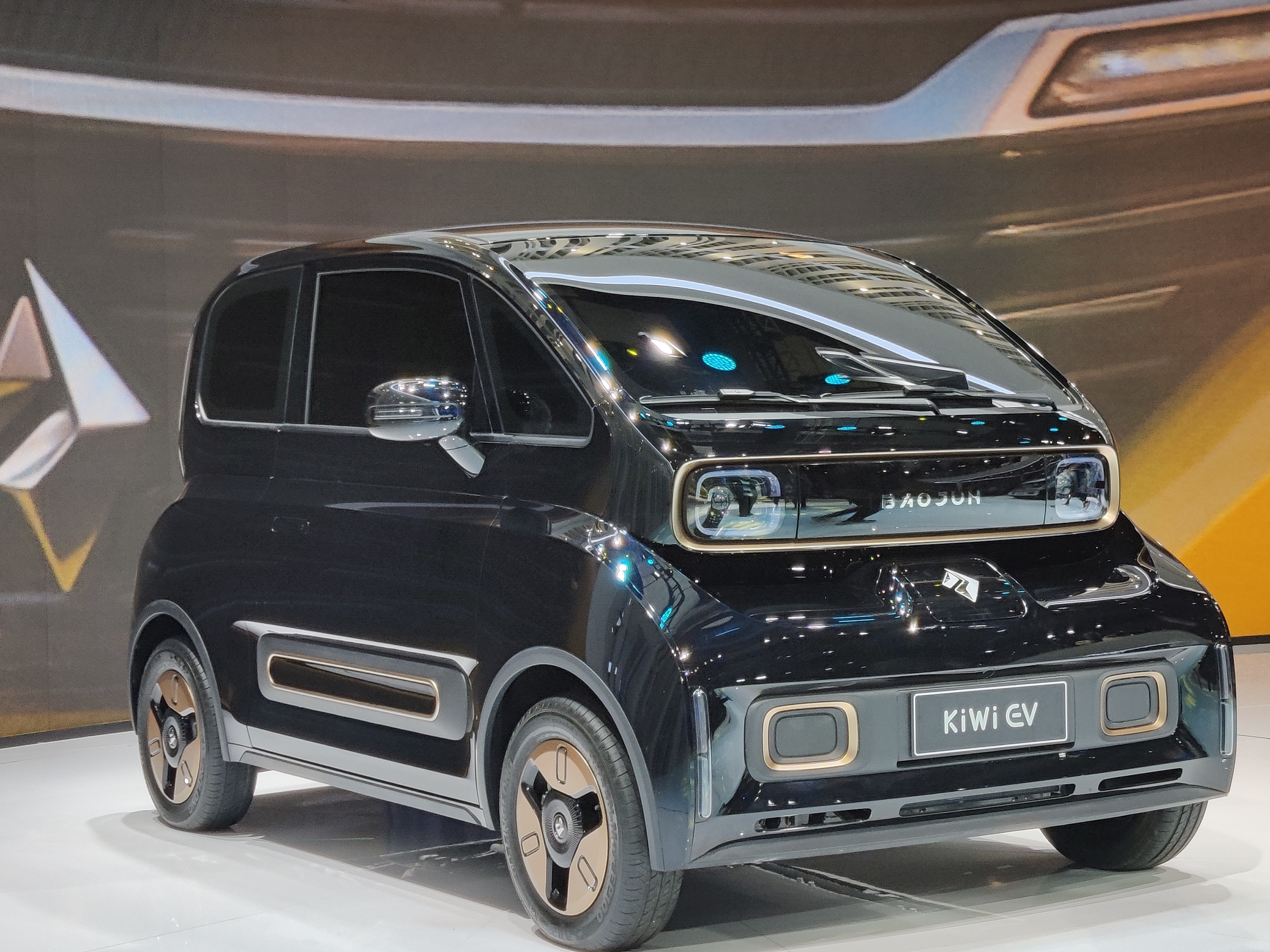
Baojun KiWi EV

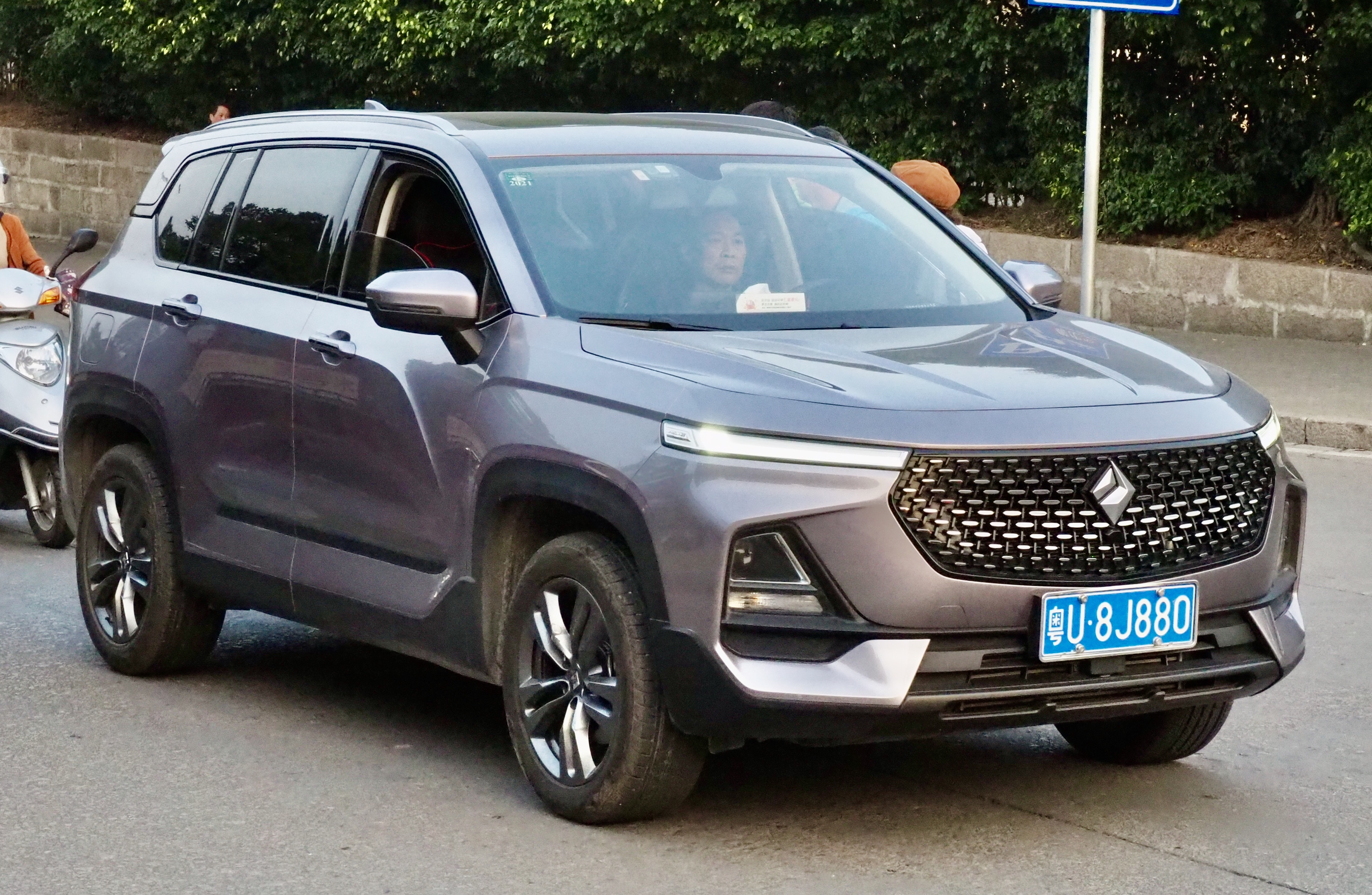
Baojun RS-5

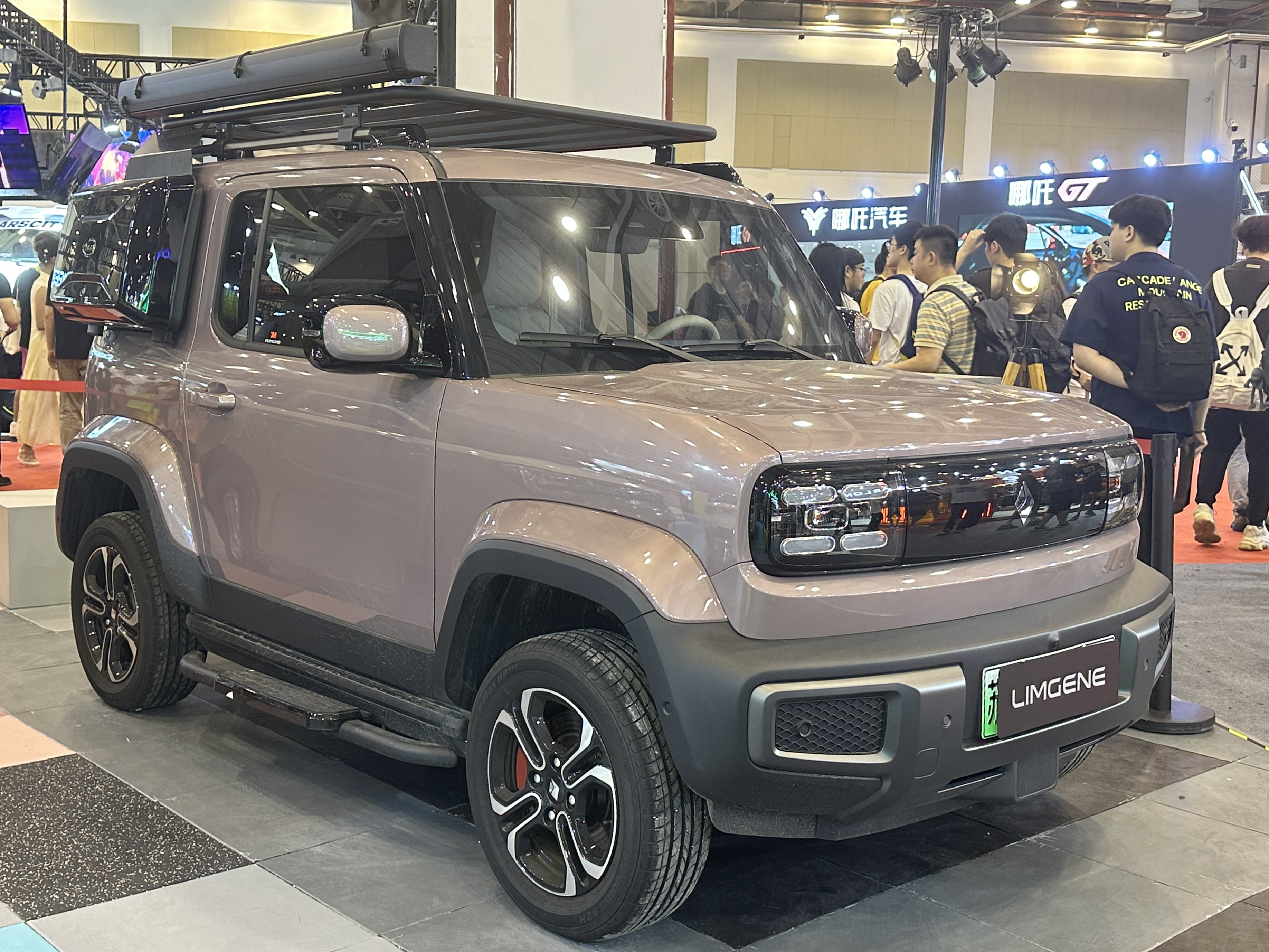
Baojun Yep

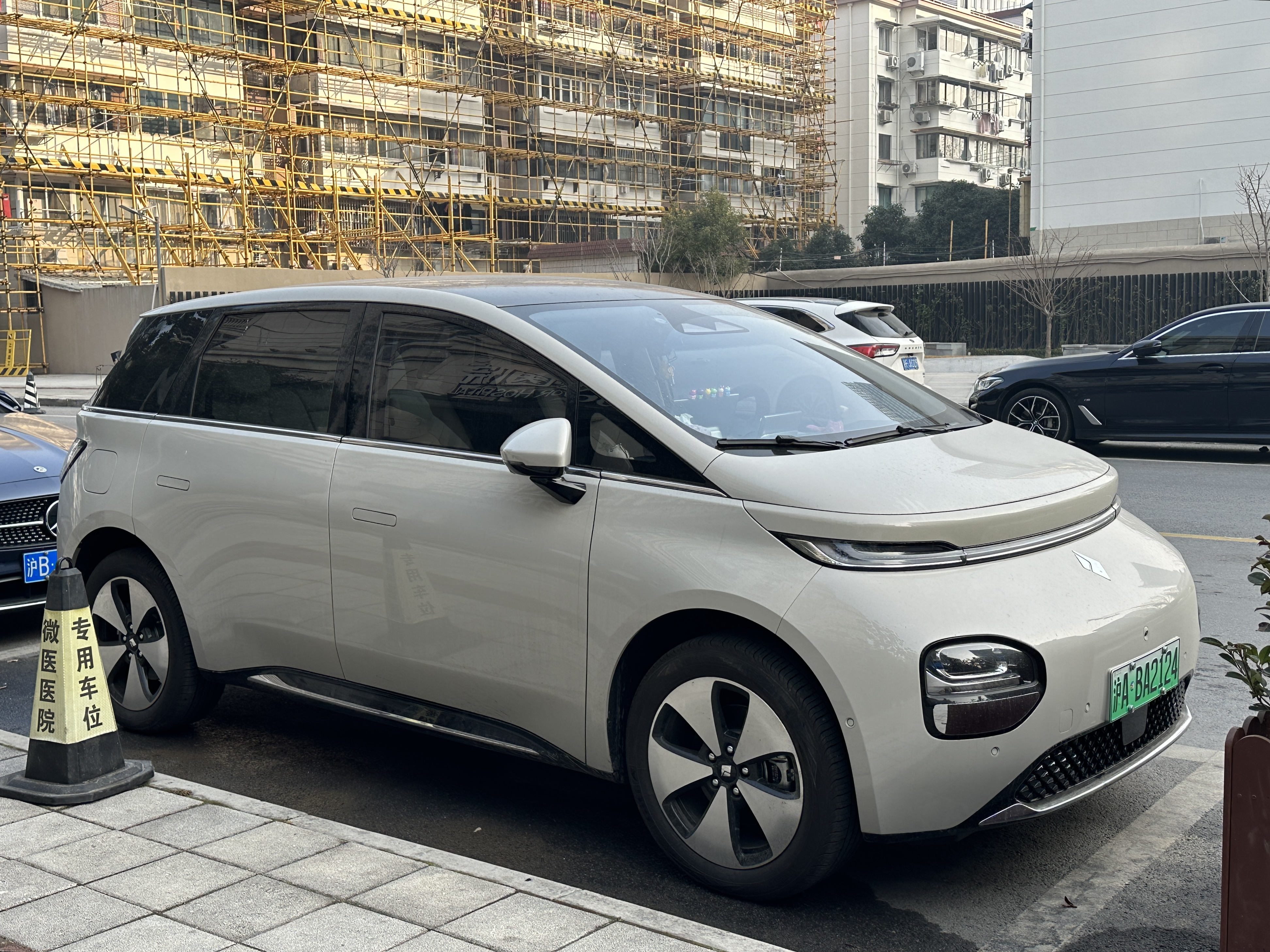
Baojun Yunduo

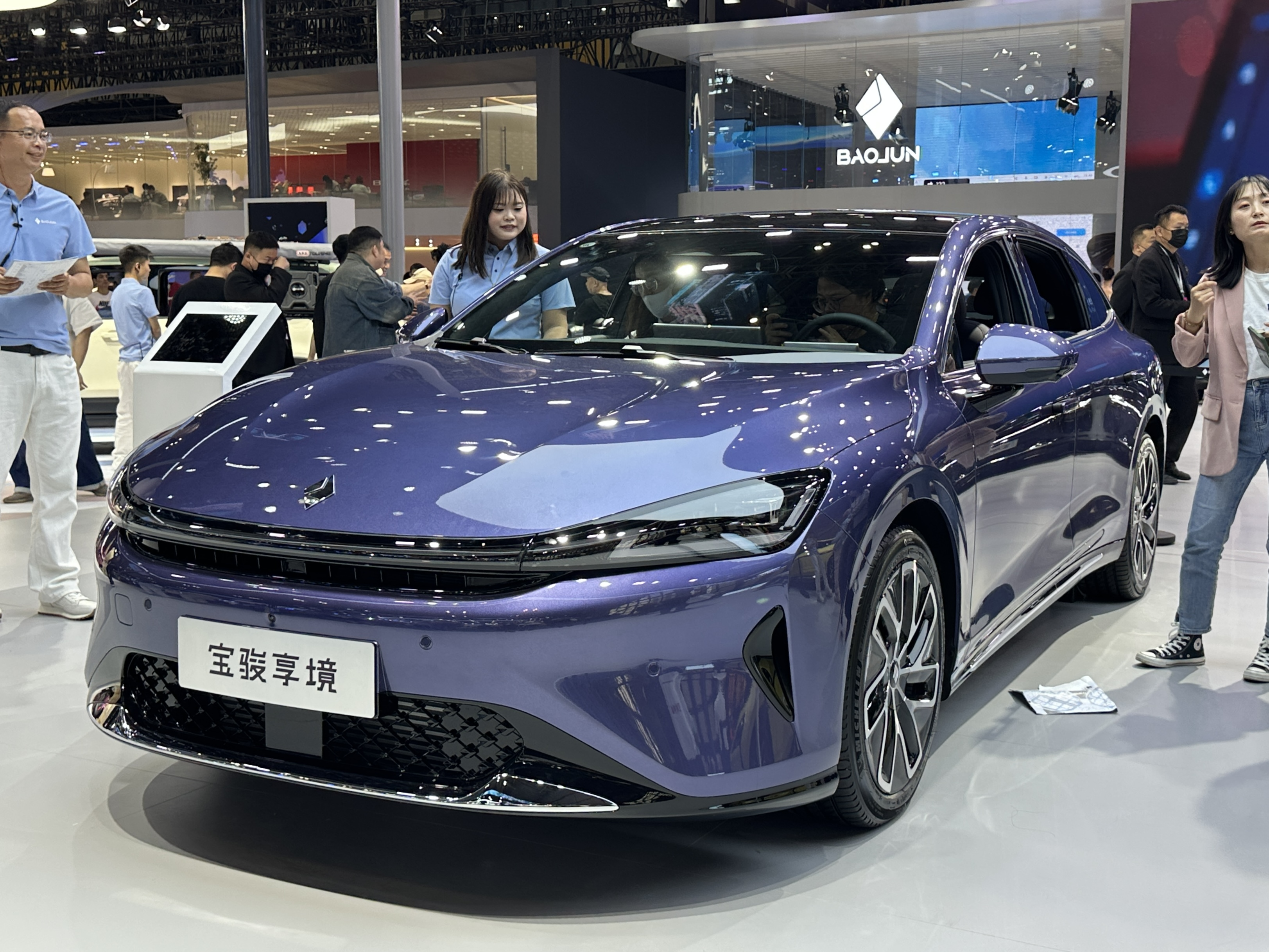
Baojun Xiangjing

Baojun (chiń. upr. 宝骏) – chiński producent elektrycznych samochodów osobowych, z siedzibą w Liuzhou, działający od 2010 roku. Należy do chińsko-amerykańskiego joint-venture SGMW.

## Historia

### Początki
Po sukcesie, jaki odniósł Wuling Motors, chińsko-amerykańskie joint-venture SAIC-GM-Wuling zdecydowało się utworzyć drugą markę samochodów skierowaną do chińskich nabywców, ogłaszając powstanie Baojuna w listopadzie 2010 roku. Za cel obrano oferowanie przystępnych cenowo samochodów konkurujących z chińskimi producentami tanich pojazdów, jak Chery czy Geely. 
Pierwszym samochodem marki Baojun, który trafił do sprzedaży, był kompaktowy sedan 630. Producent zaakcentował podczas premiery kwestię relatywnie niskiej ceny, która w 2010 roku wyniosła równowartość 7 tysięcy dolarów amerykańskich. Podczas prac konstrukcyjnych nad Baojunem 630 udział brali głównie konstruktorzy amerykańskiego General Motors.
Rozbudowa oferty marki Baojun rozpoczęła się w połowie 2012 roku, kiedy to do jej gamy włączony został Chevrolet Spark, przyjmując nazwę Baojun Lechi. Kolejne plany inwestycyjne w sprawie rozbudowy portfolio Baojuna przedstawione zostały w kwietniu 2014 roku, z ciągu kolejnych 12 miesięcy przedstawiając dwa nowe modele, których koncepcja w kolejnych latach zdominowała gamę chińskiej marki - minivana 730 oraz SUV-a 560.

### Rozbudowa
W kwietniu 2016 roku Baojun rozpoczął po raz pierwszy eksport swojego modelu - kompaktowy sedan 630 trafił do sprzedaży w Egipcie i Algierii pod marką Chevrolet jako druga generacja modelu Optra. W 2018 roku Baojun poszerzył swoją ofertę o kolejne dwa przełomowe modele - pierwszy samochód elektryczny w postaci mikrosamochodu E100, a także dużego SUV-a 530, który jako pierwszy pojaz w historii chińskiej marki trafił do sprzedaży na globalnych rynkach eksportowych pod marką Chevrolet. Rok później jego produkcję uruchomiono także w pierwszych fabrykach spoza Chin - w Indiach pod marką MG jako MG Hector oraz Indonezji jako Wuling Almaz.
Marka Baojun odniosła duży sukces na rodzimym rynku chińskim, stając się jednym z najpopularniejszych producentów samochodów w tym kraju i notując dynamiczne wzrosty w ujęciu rocznym. W czasie, gdy w 2012 roku roczna sprzedaż wyniosła 30 tysięcy sztuk, tak 5 lat później przekroczyła ona próg 1 miliona egzemplarzy. Wyniku tego nie udało się jednak utrzymać w kolejnych latach, notując spadki o średnio -200 tysięcy egzemplarzy rocznie.

### "New Baojun"
W styczniu 2019 roku Baojun ogłosił nową taktykę modelową New Baojun, zakładając nadanie swoim pojazdom bardziej awangardowej stylizacji i uzupełnienie oferty o wyżej pozycjonowane pojazdy z bogatszym wyposażeniem. Przy okazji, producent zmienił także swoje logo zastępując dotychczasową tarczę z podobizną konia bardziej minimalistycznym profilem konia w kształcie rombu. Od czasu wdrożenia nowej taktyki, modele Baojuna stosowały nowy porządek nazewniczy - samochodom osobowym przydzielono przedrostek RC, SUV-om i crossoverom RS, a minivanom - RM. Wiosną 2021 roku Baojun wprowadził po raz pierwszy nazewnictwo oparte na nazwach własnych. W kwietniu 2021 roku przemianowano model RC-5W na Baojun Valli, z kolei elektrycznego hatchbacka E300/E300 Plus przemianowano na Baojun KiWi EV.
Taktyka modelowa "New Baojun" nie przełożyła się na zainteresowanie rynkowe, zamiast umocnić popularność firmy, nie powstrzymała jej od drastycznego spadku popytu. W rezultacie, większość ze świeżo przedstawionych samochodów zniknęła z produkcji już 2-3 lata po debiucie, a kryzys wizerunkowy pogrążyły coraz częśiej pojawiające się informacje o problemach z niezawodnością dotychczasowych modeli. W rezultacie, rolę przystępnej cenowo marki samochodów spalinowych w portfolio SAIC-GM-Wuling przejął bratni Wuling.

### Pełna elektryfikacja
W 2023 roku, z wyjątkiem miejskiego KiWi EV, z gamy Baojuna zniknęły wszystkie konstrukcje wywodzące się z poprzedniej dekady, w zamian przechodząc do odnowienia jej odtąd wyłącznie elektrycznymi konstrukcjami. Najpierw przedstawiono niewielkiego crossovera Yep, a w drugiej połowie roku - kompaktowego hatchbacka Cloud. W 2024 roku ofertę poszerzyła większa, 5-drziwowa alternatywa dla Yepa w postaci modelu Yep Plus.

## Modele samochodów

### Obecnie produkowane

#### Samochody osobowe
- KiWi EV
- Yunduo

#### Crossovery i SUV-y
- Yueye
- Yueye Plus
- Yunhai

### Historyczne
- Lechi (2012–2016)
- 330 (2015–2017)
- 630 (2011–2019)
- 610 (2014–2019)
- 560 (2015–2018)
- 310 (2016–2021)
- 360 (2018–2021)
- RS-5 (2018–2021)
- RM-5 (2019–2021)
- RC-5W (2020–2021)
- E300 (2020–2021)
- E300 Plus (2020–2021)
- RS-7 (2020–2021)
- E100 (2017–2022)
- 510 (2017–2022)
- 530 (2018–2022)
- RC-6 (2019–2022)
- RS-3 (2019–2022)
- RC-5 (2020–2022)
- Valli (2021–2022)
- 730 (2014–2022)
- E200 (2018–2023)